# Yanac (distrito)
Yanac é um distrito peruano localizado na Província de Corongo, departamento Ancash. Sua capital é a cidade de Yanac.

## Transporte
O distrito de Yanac é servido pela seguinte rodovia:
- PE-12A, que liga o distrito de La Pampa à cidade de Uchiza (Região de San Martín)
- PE-3NA, que liga o distrito de La Pampa à cidade de Tauca [2][3][4]